# Dalton-on-Tees
Dalton-on-Tees est un village et une paroisse civile du Yorkshire du Nord, en Angleterre.